# Leb i Sol
Leb i sol (en macédonien : Леб и сол) est un groupe de rock de Macédoine. Il a été fondé en 1976 par Vlatko Stefanovski (guitare), Bodan Arsovski  (guitare basse), Nikola Kokan Dimuševski (claviers) and Garabet Tavitjan (batterie). Tavitjan fut toutefois remplacé par Dragoljub Đuričić pour quelques albums, et Kiril Džajkovski a remplacé Kokan pour Kao Kakao et Putujemo.
En plus d'être l'un des plus grands groupes macédoniens, ils étaient une figure proéminente du rock yougoslave et furent surtout célèbres durant les années 1970 et 1980.
"Leb i sol" est une formule traditionnelle macédonienne qui signifie "pain et sel". Elle est souvent utilisée pour exprimer la hargne ou la détermination, mais le nom du groupe fait plutôt référence à la tradition qui voulait que l'on serve du pain avec un peu de sel aux visiteurs de marque dans les villages. La musique du groupe combine des éléments de rock, de jazz fusion et de musique traditionnelle macédonienne. Au fil du temps, les influences jazz se firent toutefois de plus en plus discrètes. L'influence traditionnelle se traduit par une métrique inhabituelle (5/4, 7/8) et par l'usage du mode phrygien.
Les membres du groupe se sont séparés en 1991 et ont poursuivi des carrières en solo. En 2006, Leb i Sol s'est reformé à l'occasion de son trentième anniversaire et a enchaîné une suite de concerts à travers l'ex-Yougoslavie. Plus tard, Vlatko Stefanovski a quitté le groupe mais celui-ci a toutefois enregistré un nouvel album en 2008, ITAKANATAKA.

## Discographie
- Leb i sol (PGP RTB, 1978)
- Leb i sol 2 (PGP RTB, 1978)
- Ručni rad (PGP RTB, 1979)
- Beskonačno (PGP RTB, 1981)
- Sledovanje (PGP RTB, 1982)
- Akustična trauma—Double Live (PGP RTB, 1982)
- Kalabalak (Jugoton, 1983)
- Tangenta (Jugoton, 1984)
- Zvučni zid (Jugoton, 1986)
- Kao kakao (Jugoton, 1987)
- Putujemo (Jugoton, 1989)
- Live in New York , 1990)
- Anthology—Double CD compilation , 1995)
- Live in Macedonia—CD/DVD (2006)
- ITAKANATAKA—CD/DVD (Hammer production, 2008)